# Amolops kaulbacki
Amolops kaulbacki là một loài ếch trong họ Ranidae.
Nó được tìm thấy ở Myanma và có thể cả Trung Quốc.